# Zoe Trilling
Zoe Trilling, née Geralyn Mae Betzler en 1966, est une actrice américaine.

Elle est spécialisée dans les films d'horreur. Elle se produit parfois sous le nom de Geralyn Marie Betzler ou de Geri Betzler.
Elle meurt le 8 septembre 2023 à l'âge de 57 ans à Vista en Californie.

## Filmographie

### Cinéma
- 1985 : School Girls (Girls Just Want to Have Fun) : danseuse
- 1988 : Fear : Jennifer Haden
- 1991 : Borrower (The Borrowe) : Astrid
- 1992 : To Protect and Serve : Beverly Benson
- 1992 : Nervous Ticks : Marci
- 1992 : Dr. Rictus (Dr. Giggles) : Normi
- 1994 : Hellbound : Hooker
- 1994 : La Nuit des Démons 2 : Shirley Finnerty
- 1995 : Nuit de la Terreur : Genie
- 1995 : Leprechaun 3 (V) : Shirley
- 1996 : Understanding Olivia : Frenchie
- 1996 : The Sunchaser de Michael Cimino

### Télévision
- 1985 : Children of the Night (téléfilm) : Melody
- 1987 : Rick Hunter (Hunter) : Celia McGonigle
- 1987 : 21 Jump Street : Jody Moreland
- 1988 : Haine et Passion (The Guiding Light) : Lacey Bauer
- 1989 : Amityville 4 (Amityville: The Evil Escapes) : Amanda Evans
- 1989 : CBS Summer Playhouse
- 1990 : Mariés, deux enfants : Susan
- 1990 : They Came from Outer Space : Holly Hawkins
- 1990 : Thanksgiving Day (Une sacrée famille) : Ginger Drabowski
- 1991 : Une vie brisée (Reason for Living: The Jill Ireland Story) : Sydney
- 1991 : MacGyver : Violet Meredith
- 1992 : La loi est la loi (Jake and the Fatman) : Megan Rand
- 1996 : Last Exit to Earth : Goldfinger